# Rupert Neve
Rupert Neve (anglès: Arthur Rupert Neve)  (Newton Abbot, 31 de juliol de 1926 - Wimberley, 12 de febrer de 2021) va ser un enginyer britànic conegut per les seves contribucions al desenvolupament d'equips d'àudio electrònics professionals, sobretot a través de les seves diferents empreses. Els seus mescladors han estat utilitzats per grups com Pink Floyd, Fleetwood Mac o Nirvana.

## Biografia

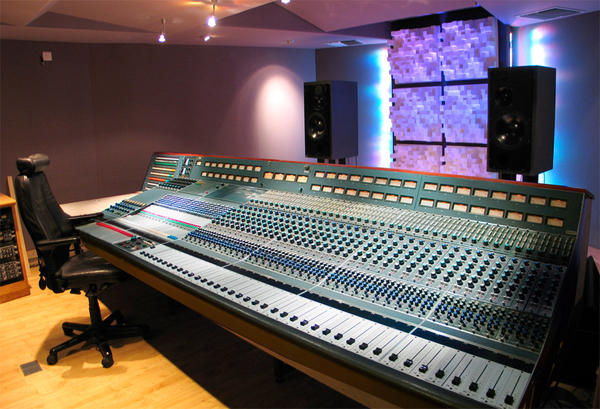
Consola Neve 8078

Després de treballar a Rediffusion i Ferguson, Rupert Neve es va convertir en enginyer en cap de CQ Audio, on va dissenyar altaveus Hi-Fi.
El 1961 va fundar l'empresa d'equips d'àudio de gamma alta Neve, que va vendre el 1973 al grup Bonochord (futur ESE) i que va deixar el 1978.

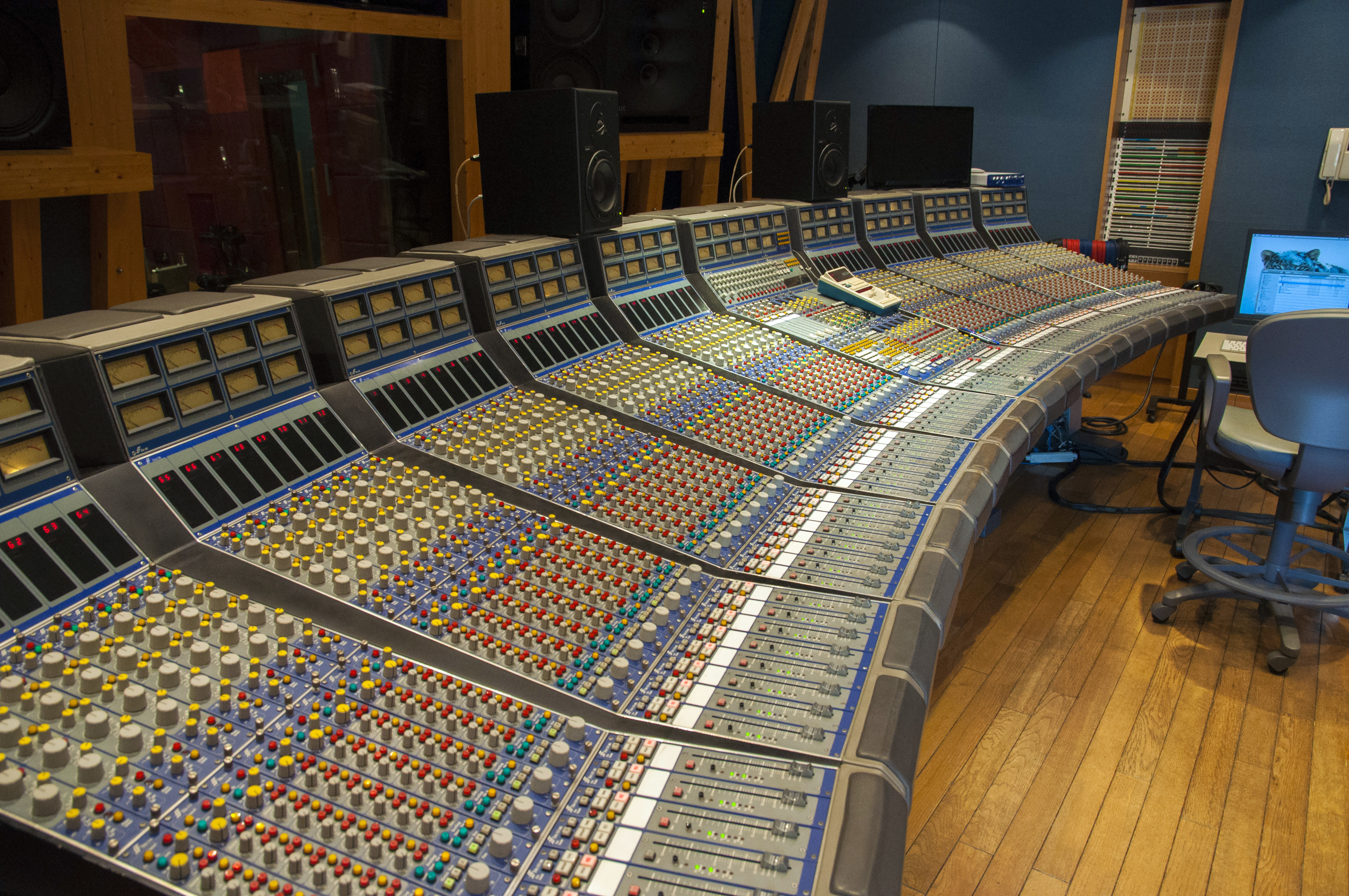
Consola Focusrite

El 1985, quan la seva antiga empresa va ser adquirida per Siemens, va fundar Focusrite que va vendre el 1989 a Phil Dudderidge, antic enginyer de so de Led Zeppelin i fundador de Soundcraft, arran de dificultats financeres.

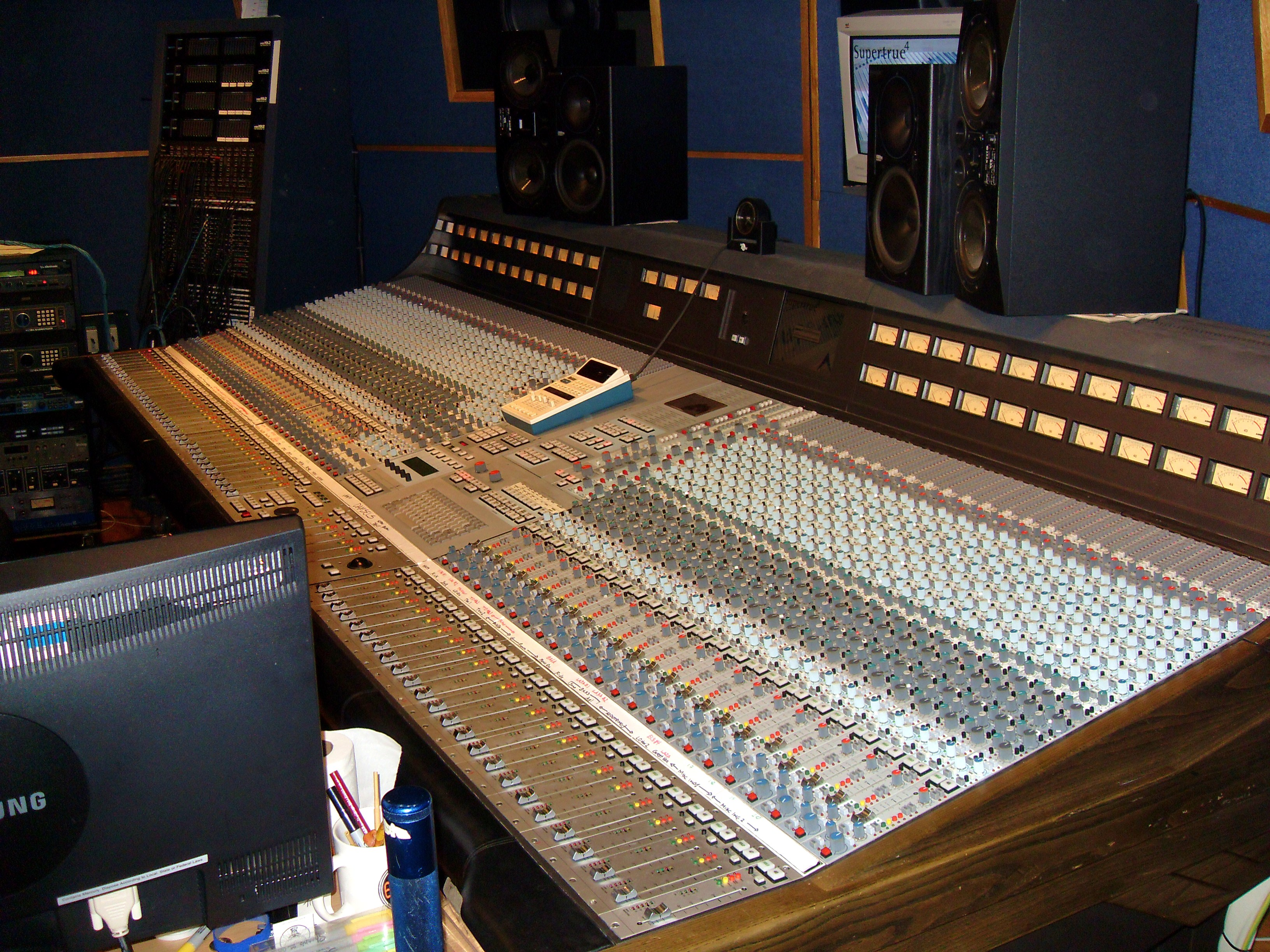
Consola Amek 9098i

A partir d'aleshores, Rupert Neve va treballar com a consultor per a ARN Consultants, més tard rebatejat com a Rupert Neve Designs, i va ajudar a dissenyar els productes Amek.
El 1997, va ser la tercera persona a rebre els premis Grammy tècnics especials després de Thomas Stockham i Ray Dolby.